# 博爾頓 (紐約州)
博爾頓（英語：Bolton）是一個位於美國紐約州沃倫縣的鎮。

## 人口
根據2020年美國人口普查的數據，博爾頓的面積為233.21平方千米，當中陸地面積為163.88平方千米，而水域面積為69.32平方千米。當地共有人口2326人，而人口密度為每平方千米10人。